# Tottan Rock
Der Tottan Rock ist ein vom Meer überspülter Rifffelsen im Archipel der Heard und McDonaldinseln im südlichen Indischen Ozean. Er liegt nordöstlich des Rogers Head, des nördlichen Ausläufers der Azorella-Halbinsel der Insel Heard.
Namensgeber des Felsens der norwegische Robbenfänger MV Tottan, der für die von 1952 bis 1953 durchgeführte Kampagne der Australian National Antarctic Research Expeditions nach Heard als Versorgungsschiff im Einsatz war.